# Pseudancita curvifascia
Pseudancita curvifascia là một loài bọ cánh cứng trong họ Cerambycidae.